# Aero L-59 Super Albatros
El Aero L-59 Super Albatros es un avión de entrenamiento a reacción desarrollado y fabricado por la compañía checa (hasta 1992 checoslovaca) Aero Vodochody desde los años 80 a partir del Aero L-39 Albatros, pero a diferencia de este, cuenta con un fuselaje reforzado, frontal alargado, cabina modernizada y una motorización más potente. En la actualidad opera en la Fuerza Aérea Checa, la Fuerza Aérea Tunecina y la Fuerza Aérea Egipcia.
El Super Albatros realizó su primer vuelo el 30 de septiembre de 1986 con la designación L-39MS, y en 1992 fue propuesta una versión monoplaza de ataque con la designación ALCA (Advanced Light Combat Aircraft, «avión de combate ligero avanzado»), que más adelante fue denominado Aero L-159 Alca, que realizó su primer vuelo el 2 de agosto de 1997, y cuenta con aviónica occidental y diversos sistemas proporcionados por la compañía estadounidense Boeing.

## Variantes
L-59
- Versión estándar de producción, inicialmente denominada L-39MS por la Fuerza Aérea Checoslovaca. Se construyeron seis unidades, cuatro de las cuales acabaron en la Fuerza Aérea Checa y dos en la Fuerza Aérea Eslovaca.[2]

L-59E
- Versión de exportación para la Fuerza Aérea Egipcia. 49 unidades construidas.[2]

L-59T
- Versión de exportación para la Fuerza Aérea Tunecina. 12 unidades construidas.[3]

## Operadores
Egipto
- Fuerza Aérea Egipcia

 República Checa
- Fuerza Aérea Checa

 Túnez
- Fuerza Aérea Tunecina

## Especificaciones

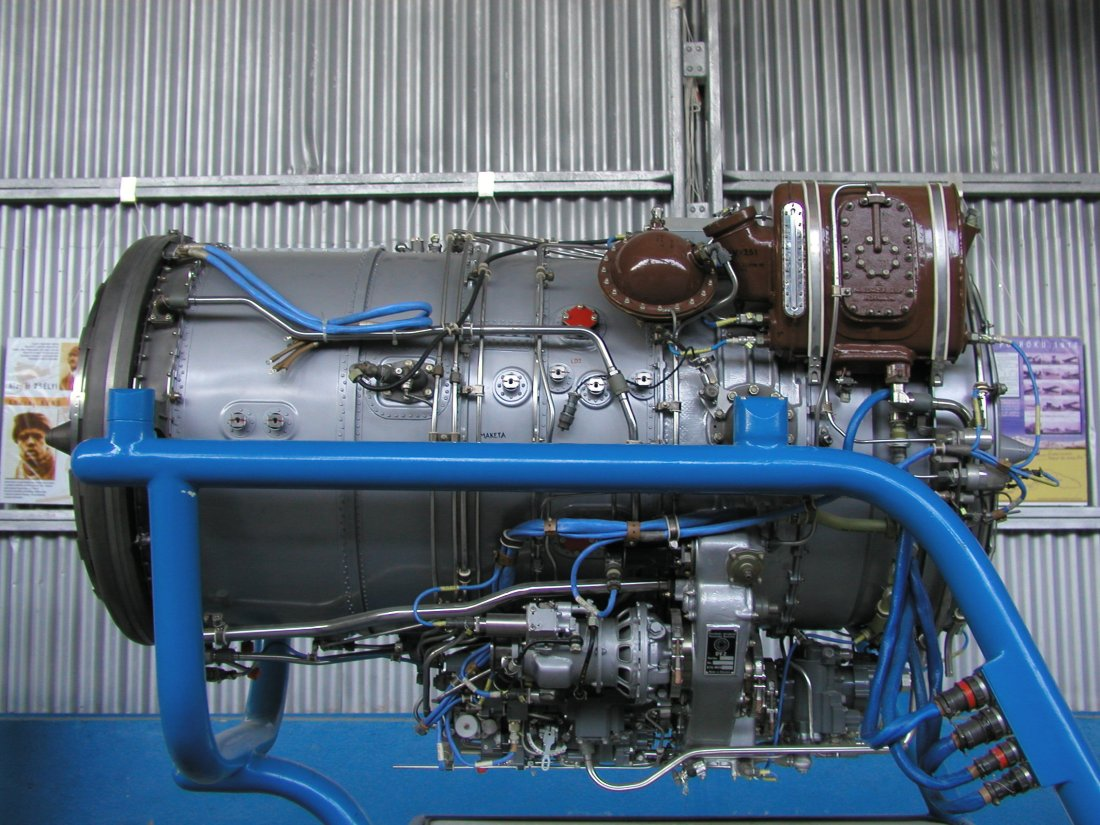
Motor Lotarev DV-2.

Referencia datos: Jane's All The World's Aircraft 1993-94

### Características generales
- Tripulación: 2 (estudiante e instructor)
- Longitud: 12,2 m (40 ft)
- Envergadura: 9,5 m (31,3 ft)
- Altura: 4,8 m (15,6 ft)
- Superficie alar: 18,8 m² (202,4 ft²)
- Peso vacío: 4030 kg (8882,1 lb)
- Peso máximo al despegue: 7000 kg (15 428 lb)
- Planta motriz: 1× turbofán Lotarev DV-2.
  - Empuje normal: 21,6 kN (2199 kgf; 4849 lbf) de empuje.

### Rendimiento
- Velocidad máxima operativa (Vno): 865 km/h (538 MPH; 467 kt) a 5.000 m
- Velocidad de entrada en pérdida (Vs): 185 km/h (115 MPH; 100 kt)
- Alcance: 2000 km (1080 nmi; 1243 mi)
- Techo de vuelo: 11 800 m (38 714 ft)
- Régimen de ascenso: 28 m/s (5512 ft/min)

### Armamento
- Armas de proyectiles: 1 cañón automático Gryazev-Shipunov GSh-23
- Bombas: 4 anclajes bajo las alas con una capacidad de 500 kg, y otros 250 kg en otros puntos del fuselaje.

### Desarrollos relacionados
- Aero L-39 Albatros
- Aero L-159 Alca

### Aeronaves similares
- Yakovlev Yak-130
- Hongdu JL-8
- Nanchang Q-5
- KAI T-50 Golden Eagle
- CASA C-101 Aviojet
- HAL HJT-36
- Alenia Aermacchi M-346
- AMX International AMX
- Northrop T-38 Talon
- Dassault-Breguet/Dornier Alpha Jet
- EADS Mako/HEAT
- BAE Hawk
- IAR 99
- FMA IA 63 Pampa